# Wagneria heterocera
Wagneria heterocera är en tvåvingeart som först beskrevs av Robineau-desvoidy 1863.  Wagneria heterocera ingår i släktet Wagneria och familjen parasitflugor. Inga underarter finns listade i Catalogue of Life.